# Мисс США 1955
Мисс США 1955 (англ. Miss USA 1955) — 4-й конкурс красоты Мисс США, прошедший 20 июля 1955 года в Long Beach Municipal Auditorium, Лонг-Бич, Калифорния. Представительницы 44 штата участвовали в инаугурации победительницы конкурса. Победительницей конкурса стала Карлин Кинг Джонсон от штата Вермонт.

## Результаты
| Итоговое место | Участница |
| -------------- | --- |
| Мисс США 1955  | - Вермонт — Карлин Кинг Джонсон |
| 1-я Вице Мисс  | - Арканзас — Маргарет Хейвуд |
| 2-я Вице Мисс  | - Небраска — Донна Стривер |
| 3-я Вице Мисс  | - Калифорния — Донна Шурр |
| 4-я Вице Мисс  | - Джорджия — Кэроланн Коннор |
| Топ 10         | - Колорадо — Дороти Бьюли - Флорида — Марлис Гесслер - Иллинойс — Диана Даниггелис - Нью-Мексико — Джоан Шварц - Нью-Йорк — Джанет Кадлечик - Нью-Йорк (город) — Патрисия О’Кей - Южная Каролина — Сара Стоун - Техас — Мэри Доутерс - Вашингтон — Ширли Гивинс - Висконсин — Жанна Боулэй |

## Штаты-участницы
| - Аризона — Патти Маркс - Арканзас — Маргарет Хейвуд - Калифорния — Донна Шурр - Колорадо — Дороти Бьюли - Коннектикут — Джейн Бартолотта - Делавэр — Хелен Блэквелл - Флорида — Марлиз Гесслер - Джорджия — Кэроланн Коннор - Иллинойс — Дайан Даниггелис - Индиана — Мэри Васик - Айова — Джерри Коул - Луизиана — Мерлин Гарсия - Мэриленд — Глория Кинг - Массачусетс — Жан Дернаго - Флорида — Беверли Мастерс - Мичиган — Марта Смит - Миннесота — Салли Энн Коломбо - Миссури — Джанет Кокер - Небраска — Донна Стривер - Нью-Гэмпшир — Патриция Моури - Нью-Джерси — Беверли Роджерс - Нью-Мексико — Джоан Шварц | - Нью-Йорк — Джанет Кадлечик - Нью-Йорк (город) — Патриция О'Кейн - Северная Каролина — Мэри Ратлифф - Северная Дакота — Джоан Смит - Огайо — Кэрол Хагерман - Орегон — Роза Курча - Пенсильвания — Марианна Маркус - Филадельфия — Дорис Кляйн - Род-Айленд — Беверли Янсен - Южная Каролина — Сара Стоун - Южная Дакота — Филлис Шокет - Миссури — Бенни Причард - Теннесси — Барбара Герли - Техас — Мэри Доутэрс - Юта — Мирна Расмуссен - Вермонт — Карлин Кинг Джонсон - Виргиния — Джинни Эсбл - Вашингтон — Ширли Гивинс - Западная Виргиния — Барбара Такер - Висконсин — Жанна Булай - Вайоминг — Барбара Латта |